# لي ماكليود
لي ماكليود (بالإنجليزية: Lee MacLeod)‏ هو رسام توضيحي أمريكي، ولد في 16 مايو 1953 في لوس أنجلوس في الولايات المتحدة.